# كأس تونس 1956–57
كأس تونس لكرة القدم 1956-1957 هو الموسم رقم 2 منذ الاستقلال وال27 منذ إنشائه من كأس تونس لكرة القدم.

فاز بهذا الموسم الترجي الرياضي التونسي، وجاء ثانيا النجم الرياضي الساحلي.

## روابط خارجية
- الموقع الرسمي للجامعة التونسية لكرة القدم.